# Chiesa missionaria del copimismo

Simbolo Kopimi Ctrl-C - Ctrl-V

La Chiesa missionaria del Copimismo (in svedese Missionerande Kopimistsamfundet) è una religione fondata da Isak Gerson e ufficialmente riconosciuta dalla Svezia.

## Descrizione
I seguaci della religione sono chiamati Copimisti, nome derivato dalle parole inglesi copy me, che significa “copiami”.  Un Copimista è una persona che ha la convinzione filosofica che tutte le informazioni dovrebbero essere distribuite liberamente e senza restrizioni. Questa filosofia si oppone alla monopolizzazione della conoscenza in tutte le sue forme  (come il copyright e ogni forma di proprietà intellettuale) e incoraggia la pirateria di ogni genere,  ad esempio di musica, film, spettacoli televisivi e software.  Nella sua enfasi spirituale che immagina l'atto di copiare come un ideale,  il Copimismo condivide valori con le tradizioni estetiche cinesi, in cui "la copia è valutata non solo come uno strumento di apprendimento (come è in Occidente), ma come un qualcosa di artisticamente indipendente", un concetto chiamato anche duplitecture.
Secondo la Chiesa, "Nella nostra convinzione, la comunicazione è sacra". Nessuna credenza in qualche forma di divinità o fenomeno soprannaturale, a parte quella nell'entità chiamata "Kopimi", è menzionato sul  sito web. CTRL+C e CTRL+V, i tasti di scelta rapida del computer per "Copia" e "Incolla", sono considerati simboli sacri. Alcuni gruppi considerano Kopimi un Dio, altri ritengono che sia un simbolo sacro e lo spirito che risiede in ogni essere vivente.

Simbolo Kopymi (1)

Simbolo Kopymi (2)

I simboli sacri della Religione sono:
- una lettera K all'interno di un triangolo;
- la coppia CTRL+C e CTRL+V, che rappresentano l'atto di copiare e incollare.

I riti si concludono con la formula "copia e diffondi" (in inglese Copy and Seed).

## Principi
Principi
- Tutta la conoscenza a tutti;
- La ricerca della conoscenza è sacra;
- La circolazione della conoscenza è sacra;
- L'atto di copiare è sacro.

Secondo la costituzione del Copimismo
- La copia delle informazioni è eticamente giusta;
- La diffusione delle informazioni è eticamente giusta;
- Il Copymixing (copiare e modificare) è una forma ancor più sacra di copiatura, superiore al semplice copiare, perché si espande e aumenta la ricchezza esistente di informazioni;
- L'atto di copiare o remixare (modificare) informazioni comunicate da un'altra persona è visto come un atto di rispetto e di una forte espressione di accettazione della fede Copimista;
- Internet è un luogo sacro;
- Il codice è legge.

## Storia
Il 5 gennaio 2012, il Copimismo è stato accettato dalla Svezia come una religione legittima.
Il 28 aprile 2012 a Belgrado è stato celebrato il primo matrimonio della Chiesa missionaria del Copimismo tra una ragazza rumena e un ragazzo italiano. Il capo della Chiesa Copimista è stato presente come testimone durante la cerimonia.